# 早川一枝
早川一枝（日语： Hayakawa Kazue，1947年6月13日—），日本前女子游泳运动员。她曾获得1966年亚洲运动会游泳比赛女子400米自由泳金牌。她也参加了1964年东京夏季奥运会。